# Eduard Schmidt von der Launitz

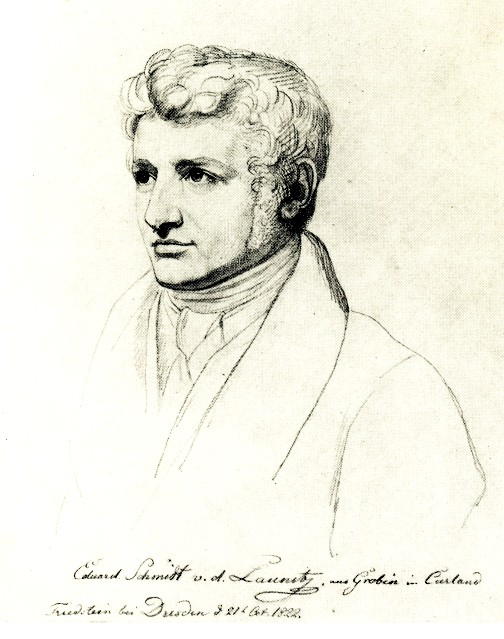
Eduard Schmidt von der Launitz (1822), skizziert von Carl Christian Vogel von Vogelstein

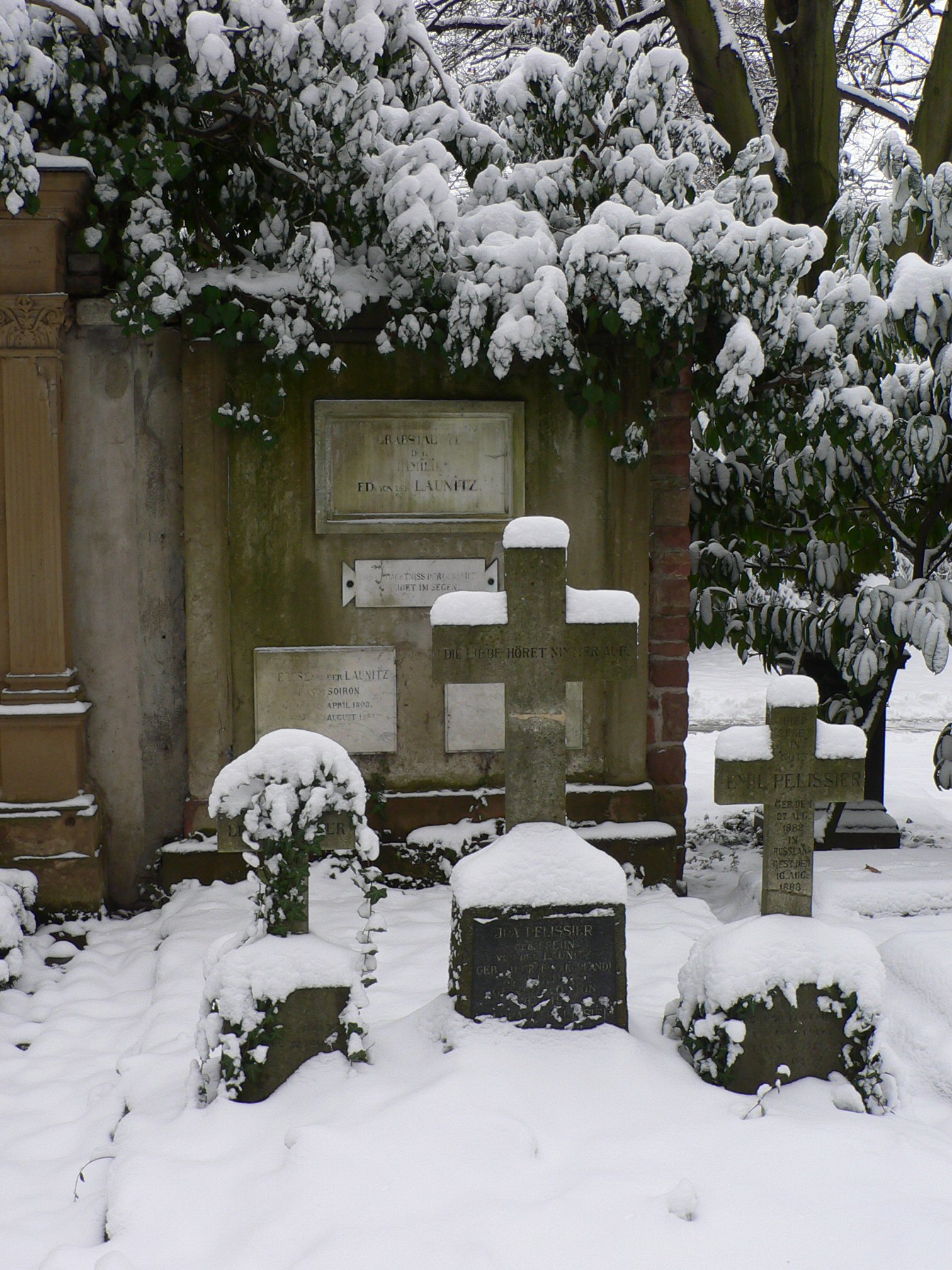
Grab auf dem Frankfurter Hauptfriedhof

Nikolaus Karl Eduard Schmidt von der Launitz (* 23. November 1797 in Grobin/Kurland; † 12. Dezember 1869 in Frankfurt am Main) war ein deutscher Bildhauer und Kunsthistoriker.

## Leben
Eduard von der Launitz wurde am 23. November 1797 als jüngstes von neun Kindern des lutherischen Propstes von Grobin geboren. Nach dem Tod seiner Eltern kam er 1809 in die Erziehungsanstalt Philanthropin nach Vechelde im Herzogtum Braunschweig. 1815 begann er ein Jura-Studium an der Georg-August-Universität, da sein Vormund ihn für eine diplomatische Laufbahn bestimmt hatte. Er wurde Mitglied des Curonia Goettingensis. Launitz interessierte sich aber weit mehr für Kunst und Kunstgeschichte. Deshalb verließ er 1816 die Universität und wanderte nach Rom, wo er in der dortigen Künstlerkolonie lebte. Er wurde bald ein Schüler Bertel Thorvaldsens. Seine erste selbstständige Arbeit (1820) war ein Grabrelief für seinen bei Leipzig gefallenen Bruder Georg. 1822 ging er nach Russland, um dort im Auftrag des Zaren Alexander mehrere Monumente zu errichten. Der Tod des Zaren zerschlug die Pläne und er kehrte nach Rom zurück. Im Jahr 1823 heiratete er dort Francesca Ferreri, zog in die Via Cappuccini und errichtete eine Terrakotta-Fabrik, in der er architektonische Ornamente produzierte. Im Jahr 1829 trafen ihn eine Reihe von Schicksalsschlägen, unter anderem starben innerhalb weniger Stunden ein Sohn und seine Frau. Er beschloss, mit seinen drei kleinen Kindern in die Heimat zurückzukehren, ließ sich aber von Freunden in München überreden, vorerst in Deutschland zu bleiben. Er ließ sich in Frankfurt am Main nieder, wo er fortan bis zu seinem Tod die meiste Zeit lebte und arbeitete. Neben seiner künstlerischen Tätigkeit wirkte er vor allem als Lehrer, sowohl am Städelschen Kunstinstitut in Frankfurt als auch an der Kunstakademie in Düsseldorf. Seine kunsthistorischen Vorlesungen, die er über 30 Jahre lang hielt, zogen ein breites Publikum an. Er veröffentlichte eine Reihe von kunsthistorischen Aufsätzen.
1839 heiratete er Therese von Soiron aus Mannheim; das Paar hatte eine Tochter, Luise (1841–1869), die den Archäologen Adolf Michaelis heiratete, mit dem von der Launitz freundschaftlich verbunden war. Nach dem Tod seiner zweiten Frau 1861 übernahm er nur noch wenige Arbeiten, führte seine erfolgreiche Lehrtätigkeit aber weiter. Eduard Schmidt von der Launitz ist auf dem Hauptfriedhof (Frankfurt am Main) begraben, wo sich auch zahlreiche seiner Werke finden, darunter das Mausoleum Reichenbach-Lessonitz.

## Werke

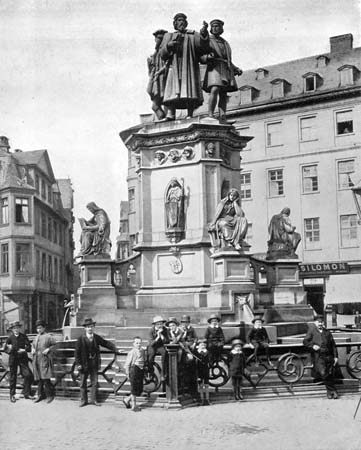
Gutenberg-Denkmal

- Kolossalbüste Justus Mösers für die Walhalla
- Denkmal für Jakob Guiollett in Frankfurt am Main (1837)
- Zahlreiche Grabdenkmäler, Büsten und Reliefs, unter anderem auf dem Frankfurter Hauptfriedhof
- Gutenberg-Denkmal auf dem Roßmarkt in Frankfurt am Main (1857)
- Grabrelief der Gräfin Emilie von Reichenbach-Lessonitz (1857–1859)
- Figurenschmuck für öffentliche Gebäude in Frankfurt am Main, unter anderem das Heiliggeisthospital und die Alte Börse[2]
- Vier Statuen für den Palast des Principe Torlonia in Rom
- Grabmal für den Badearzt Dr. med. Georg Thilenius in Bad Soden am Taunus (1864)
- Statue des Russischen Handels für den Kristallpalast in Sydenham
- Büste des Dichters Friedrich Rückert
- Denkmal für Simon Moritz von Bethmann in Frankfurt am Main
- Standbild des Reichsritters Hartmut XII. von Kronberg in Kronberg
- Denkmal für Samuel Thomas von Soemmerring in Frankfurt am Main (1866)